# Johannes Rhomberg
Johannes Rhomberg (* 1980 in Lustenau, Vorarlberg) ist ein österreichischer Schauspieler.

## Leben
Johannes Rhomberg wuchs in Lustenau auf. Nach seiner Matura im Jahr 1998 am Bundesgymnasium Dornbirn studierte er Politikwissenschaften, zunächst in Innsbruck (dort u. a. am Institut des bekannten österreichischen Politikwissenschaftlers Anton Pelinka) und dann in Wien. Als Mag. phil. beendete er 2007 sein Studium.
Seine Schauspielausbildung schloss er 2004 an der Theaterschule Pygmalion ab. Später besuchte er verschiedene Schauspielseminare, u. a. an der Donauuniversität Krems. Er hatte Theaterauftritte beim „Theater Westliches Weinviertel“ (2008), am Theater der Jugend in Wien (2009, als Staschko in Krabat), am Theater im Hof Enns (2010, als Lysander in Ein Sommernachtstraum), beim „Theater Mephisto“ in Konstanz (2010), am Theater Drachengasse (2012), am Vorarlberger Volkstheater (2013), und am „Theater Rakete“ in Keutschach (2014). 2016 gastierte er erstmals am Theater Kosmos in Bregenz. Außerdem tritt er im Rahmen des Schauspielprojekts „Theater im Wohnzimmer“ privat bei Bühnenstücken auf.
Rhomberg wirkte in einigen Kurzfilmen mit und übernahm ab 2014 auch erste TV-Arbeiten. In der österreichischen Krimiserie SOKO Donau (Erstausstrahlung: Dezember 2014) hatte er eine Episodenrolle; er spielte den Gymnasialprofessor und Klassenlehrer Martin Kahlmann, der sowohl den Täter, als auch das Opfer eines Mordfalls unterrichtete, und die Ermittler bei der Aufklärung unterstützt.
Rhomberg arbeitet auch als Musiker, Texter und Regisseur. Im Dezember 2015 übernahm er am Vorarlberger Volkstheater die Regiearbeit im Kabarett „Bilanz 2015“. Er ist außerdem Verfasser des Hörspiels Bert und Androsch – Die Suche nach dem Schatz mit Cornelius Obonya in einer Hauptrolle. Mit seiner Band „Arnheim“, die Wiener Lieder in einer modernen Interpretation darbietet, und dabei Stilelemente aus Pop, Rock und Jazz verwendet, tritt er als Musiker auf.
Rhomberg, der Vater eines Sohnes ist, lebt mit seiner Familie in Wien.

## Filmografie (Auswahl)
- 2012: Zimmer 34 (Kurzfilm)
- 2013: Bloody Monster (Kurzfilm)
- 2014: SOKO Donau: ...und raus bist du! (Fernsehserie; Episodenrolle)
- 2015: Die Toten vom Bodensee – Familiengeheimnis (Fernsehreihe)
- 2017: Genius (Fernsehserie; Episodenrolle)
- 2017: SOKO Donau: Familie Schweiger (Fernsehserie; Episodenrolle)
- 2019: Der vierte Mann
- 2021: Klammer – Chasing the Line (Kinofilm)
- 2022: SOKO Kitzbühel: Tiroler Schönheit (Fernsehserie; Episodenrolle)
- 2022: Alma und Oskar (Kinofilm)
- 2024: Führer und Verführer (Kinofilm)